# Madeleine Tel. 13 62 11
Madeleine Tel. 13 62 11 ist ein deutscher Spielfilm zwischen Filmdrama, Kriminal- und Exploitationfilm aus dem Jahr 1958. Der in West-Berlin gedrehte Schwarzweißfilm nach einem „Tatsachenbericht“ von Will Berthold entstand unter der Regie von Kurt Meisel. Produzent war Gero Wecker. Die Uraufführung fand am 26. Juni 1958 in der Lichtburg in Essen statt.

## Inhalt

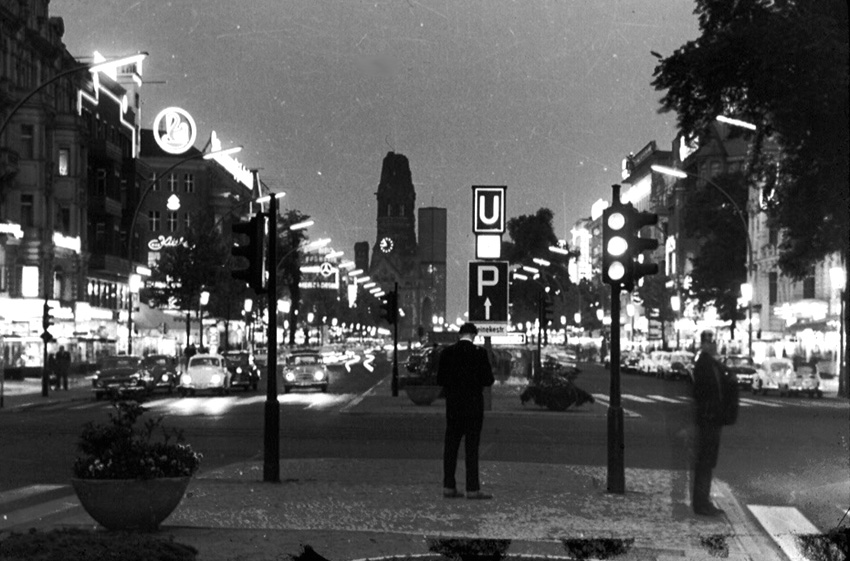
Die Eingangsszenen wurden auf dem nächtlichen Kurfürstendamm gedreht.

Auf dem Kurfürstendamm rast eine junge Dame in den Tod. Es handelt sich um ein Callgirl, eines jener Mädchen, die auf ihre Art vom Wirtschaftswunder profitieren. Davon weiß auch Kriminalrat Semler zu berichten, der an der Universität Vorlesungen über das Thema Prostitution hält. Die Studentin Karin ist von seinen Ausführungen so begeistert, dass sie darüber eine juristische Doktorarbeit schreiben möchte. Semler stellt ihr seine Akten zur Verfügung, warnt sie aber vor eigenen Milieustudien.
Unterdessen lernt der Ingenieur Gert Klaiber die elegante Madeleine kennen. Er ahnt nicht, dass es sich bei der Frau, in die er sich verliebt, um ein Callgirl handelt. Unter der Telefonnummer 13 62 11 können sich zahlungskräftige Kunden mit Madeleine verabreden. Sie ist sozusagen der „Star“ einer gewissen Frau Clavius. Die gewissenlose Kupplerin residiert in einer feudalen Villa und nutzt mehrere bereitwillige Mädchen aus. Nebenbei ist sie an den Schiebergeschäften des Direktors Nikki Maybach aus Düsseldorf beteiligt, der ihr auch immer wieder neue Mädchen zuführt. Maybach wird verhaftet und die Polizei schickt Kommissar Wolf Siebert nach Berlin, der mit einer angeblichen Empfehlung Maybachs in das Etablissement von Frau Clavius einzudringen versucht.
Die Studentin Karin trifft nach vielen Jahren ihre ehemalige Mitschülerin Madeleine wieder und kommt bald hinter deren Geheimnis. Während Gert Klaiber noch immer rätselt, welcher Beschäftigung die wohlhabende Madeleine nachgeht, begibt sich Karin unter dem Vorwand, Callgirl werden zu wollen, zu Frau Clavius. Madeleine hat sich ernsthaft in Gert verliebt und will mit ihrem bisherigen Leben Schluss machen. Als die skrupellose Frau Clavius damit droht, Gert alles zu verraten, empfängt Madeleine widerwillig ihren nächsten Kunden: Kriminalkommissar Wolf Siebert. Er erhält einige belastende Aussagen, die reichen, um den Geschäften von Frau Clavius ein Ende zu machen. Beim Verlassen des Appartements begegnet der Kommissar dem Ingenieur Gert, dem Madeleine schließlich alles gesteht. Der aber will mit einem Callgirl nichts zu tun haben und verlässt das Haus. Madeleine ist verzweifelt und unternimmt einen Selbstmordversuch.
Nachdem auch Karins Versuche scheitern, Gert zu einer Rückkehr zu bewegen, sieht Madeleine keinen anderen Weg und kehrt zu Frau Clavius zurück. In deren Villa findet am gleichen Tag ein zweifelhaftes Fest statt. Leichtbekleidete und nackte Mädchen tanzen dort Striptease vor älteren Herren. Niemand ahnt, dass die Polizei das Gebäude umstellt hat. Kriminalrat Semler und seine Kollegen können den Callgirl-Ring sprengen und Frau Clavius verhaften. Madeleine ist endlich frei und hat nur noch einen Gedanken: Gert Klaiber. Der hat einen Auftrag in Indien übernommen und ist bereits unterwegs zum Flughafen Tempelhof. Kurz vor dem Abflug kommt es zwischen den beiden zu einer Aussprache, die Madeleine auf eine gemeinsame Zukunft hoffen lässt.

## Entstehungsgeschichte

### Vorgeschichte
Gero Wecker hatte mit seiner 1953 gegründeten Arca-Filmproduktion bereits mehrere erfolgreiche Skandalfilme hergestellt, darunter Liane, das Mädchen aus dem Urwald (1956), Liane, die weiße Sklavin und Anders als du und ich (§ 175) (beide 1957). Nicht zuletzt der aufsehenerregende Mord an Rosemarie Nitribitt im Oktober 1957 veranlasste Wecker im Jahr 1958 gleich zwei Filme zum Thema Prostitution auf die Leinwand zu bringen. Dies waren Madeleine Tel. 13 62 11 von Kurt Meisel und Liebe kann wie Gift sein von dem ebenso umstrittenen wie skandalerprobten Regisseur Veit Harlan.

### Vorproduktion und Drehbuch

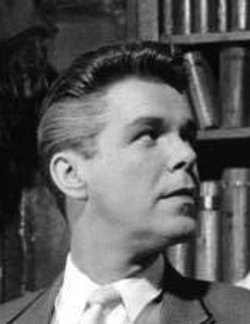
Heinz Drache spielte den Kommissar Wolf Siebert.

Der erfolgreiche Schriftsteller Will Berthold und der erfahrene Drehbuchautor Felix Lützkendorf verfassten die Vorlage nach dem „Tatsachenbericht“ Liebe frei Haus, den Berthold unter seinem Pseudonym Peter Martin Deusel geschrieben hatte.
Für die Hauptrolle verpflichtete man die ungarisch-britische Schauspielerin Eva Bartok. Daneben engagierte man zahlreiche namhafte Film- und Theaterschauspieler wie Alexander Kerst, Heinz Drache, Ilse Steppat und Alfred Balthoff. Für die Rolle der Karin verpflichtete man die ebenfalls in Liebe kann wie Gift sein eingesetzte Nachwuchsschauspielerin Sabina Sesselmann. Diese wurde bei einem groß angelegten Casting entdeckt, das Produzent Gero Wecker in Zusammenarbeit mit der Frauenzeitschrift Ihre Freundin veranstaltet hatte. Ihr Filmdebüt hatte Sabina Sesselmann aber schon vorher in dem 1957 gedrehten Märchenfilm Aufruhr im Schlaraffenland gegeben.

### Produktion
Die Dreharbeiten fanden in der ersten Jahreshälfte 1958 in West-Berlin statt. Die Innenaufnahmen drehte man im Arca-Filmatelier in Berlin-Pichelsberg. Für das Szenenbild waren die Filmarchitekten Ernst H. Albrecht und Hans Auffenberg verantwortlich. Die Kostüme entwarf Heinz Oestergaard. Produktionsleiter war Alfred Bittins.

### Filmmusik
Die Filmmusik stammt aus der Feder von Willy Mattes. Sie wurde von Erwin Lehn und dem Südfunk-Tanzorchester eingespielt.

## Rezeption

### Veröffentlichung
Das Filmplakat versprach „ein Sittenbild unserer Zeit – eine Anklage gegen den Schwarzmarkt der Liebe“. Entsprechend gab die FSK den Film am 23. Juni 1958 nur gekürzt und ab 18 Jahren frei. Die Uraufführung erfolgte am 26. Juni in der Lichtburg in Essen. International wurde der Film unter anderem mit den Verleihtiteln Veneri del peccato (Italien), Ring Madeleine – Kärlek är mitt yrke und Naked in the Night (Vereinigte Staaten) vermarktet. Die erste und bislang einzige Ausstrahlung im Deutschen Fernsehen erfolgte Ende der 1980er Jahre auf dem Sender Tele 5 in der ungekürzten Fassung. Eine weitere Wiederveröffentlichung blieb in Deutschland bisher aus.

### Kritiken
„Aus einem sogenannten „Tatsachenbericht“, den eine Illustrierte den deutschen Call-Girls, den telephonisch vermittelten Prostituierten der teureren Machart, gewidmet hat, entstand ein befremdliches Gemisch: Schwüles Sittenbild und weinerliches Herzensdrama, gesellschaftswissenschaftliches Kolleg, verfahrene Predigt und baufälliger Kriminalreißer. Der Regisseur Kurt Meisel hat immerhin mit soliden Bühnenschauspielern wie Alfred Balthoff und Heinz Drache natürliche Augenblicke erzielt. Respektable Ausdruckskraft betätigt auch Eva Bartok als die luxuriös gesunkene, verzweifelte und reuige Madeleine.“

„Verfilmung eines »Tatsachenberichts« ganz im Stil der 50er Jahre: Erst kommt das Laster, dann die Moral.“

## Sonstiges
Unter dem Titel Madeleine Tel. 13 62 11 und nach dem „Tatsachenbericht“ von Will Berthold erschien 1983 auch ein Hörspiel innerhalb der Bestseller-Serie des Labels Europa. Sprecher und Rollen waren Ursela Monn (Madeleine Petrowitt), Astrid Kollex (Karin Karell), Jörg Pleva (Gert Klaiber), Uwe Friedrichsen (Kommissar Siebert), Wolfgang Völz (Kriminalrat Semmler), Gisela Trowe (Frau Clavius), Pamela Punti (Kellnerin), Gottfried Kramer (Professor), Ferdinand Dux (Herr Weber) und Pinkas Braun (Erzähler).